# Ospedale

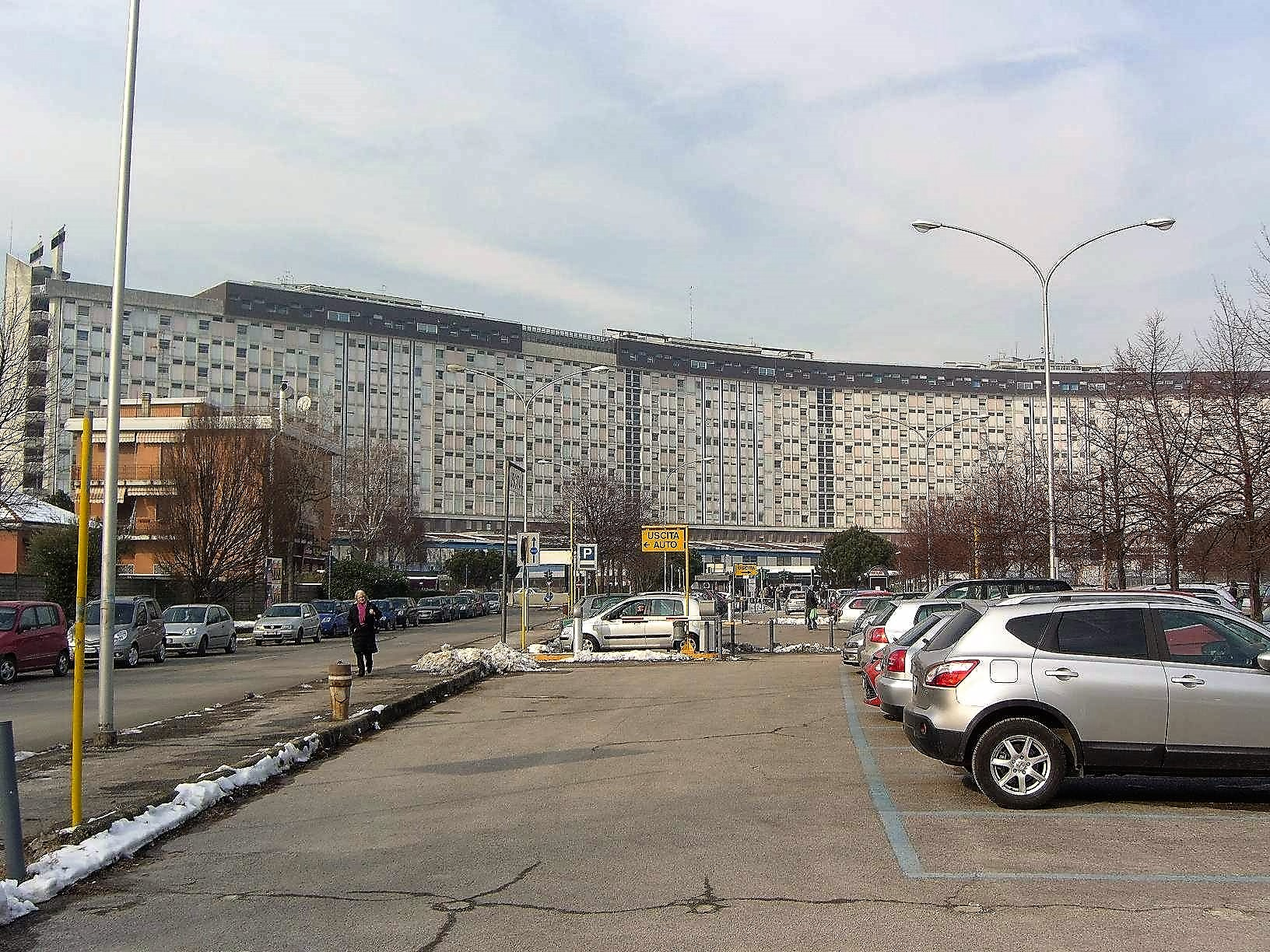
Monza: il nuovo ospedale San Gerardo

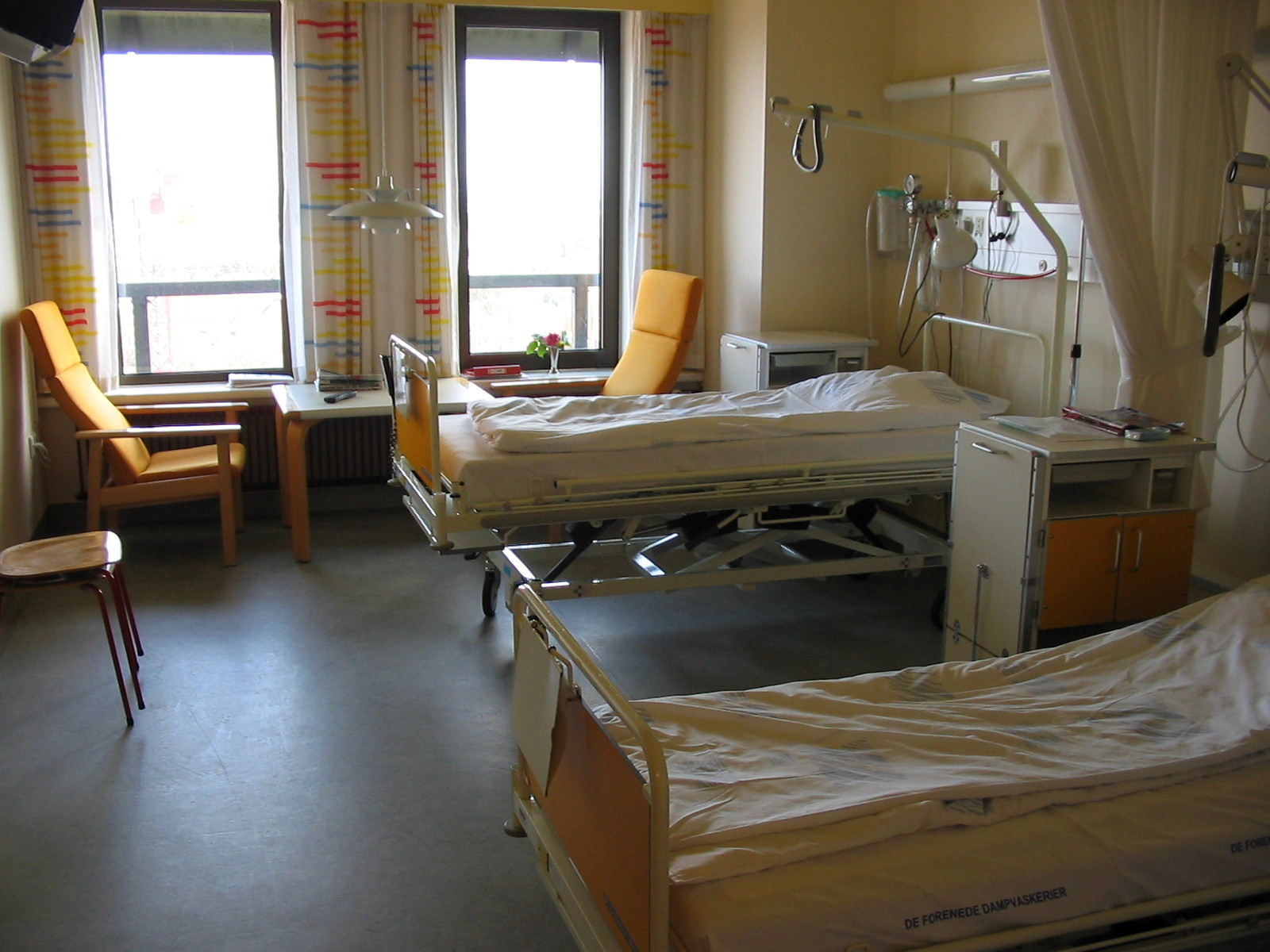
Una stanza di ospedale.

L'ospedale o spedale (dal latino hospitale; hospitalia erano chiamate le stanze destinate agli ospiti), altresì detto nosocomio (dal greco νόσος, nósos, "malattia" e κομεῖν, komeîn, "curare"), è un'istituzione per l'assistenza socio-sanitaria, il ricovero e la cura dei pazienti. Può essere costituita da un complesso di edifici e strutture in cui personale specializzato fornisce trattamenti per curare pazienti affetti da malattie allo stadio acuto oppure trattamenti di analisi e prevenzione medica o infine di convalescenza o rieducazione fisica.

## Storia

### Antichità
I templi e santuari furono le prime istituzioni che tentavano di guarire i malati. Erano presenti nell'antico Egitto, a Babilonia, in Ionia (a Coo), in Oriente.
La medicina antica era essenzialmente religiosa teurgica. Omero racconta come alcuni personaggi possedevano la conoscenza delle erbe per guarire non solo divinità, ma anche esseri umani, e che hanno appreso quest'arte da qualche dio; il dio diffonde la malattia, il dio salva. I templi greci dedicati al dio della medicina Asklepio potevano ammettere i malati, che aspettavano che il dio li guidasse in un sogno. I romani adottarono il suo culto, e a Esculapio fu costruito un tempio (291 a.C.) su un'isola nel Tevere a Roma, dove si praticavano riti simili.
Il tempio però non era comunque paragonabile a una primitiva sede ospedaliera. Fu solo grazie a Ippocrate, il padre della medicina, che l'arte di guarire non solo si laicizzò, ma iniziò a basarsi su fondamenta razionali. Il medico ippocratico inizialmente era un professionista itinerante, che si sposta di città in città esercitando in un ambulatorio iatréion. I medici asclepiadi dei templi greci rimarranno i principali detrattori della medicina ippocratica, denunciandone l'improvvisazione, ma la tekné si diffuse in tutto il mondo ellenico e poi anche a Roma.
In Oriente la prima istituzione creata appositamente per curare i malati apparve in India. Gli ospedali brahminici furono costruiti in Sri Lanka a partire dal 431 a.C., e il re Ashoka fondò diciotto ospedali in Hindustan nel 230 a.C., provvisti di medici e infermieri e mantenuti con fondi reali.
A Roma la medicina laica si praticava nella taberna, una sorta di locanda dove si mangiava, si dormiva e si potevano ottenere prestazioni sessuali, a cui poteva anche essere annesso un herbarium (erbario), nel quale il medico preparava i farmaci con le erbe portate dai raccoglitori rizotomoi. Ma la gran parte della medicina si praticava sul fronte di guerra: i valetudinaria erano infermerie dove venivano raccolti i soldati con gravi traumi bellici o per le patologie dovute al soggiorno in luoghi insani.

### IV-V secolo
Basilio di Cesarea fece costruire una cittadella della carità con locande, ospizi e lebbrosario, chiamata Basiliade: fu il primo ospedale della storia. Questa fu la sua più grande opera, che gli valse il nome di Magno.
Si distinsero nella cura dei poveri e degli ammalati anche san Giovanni Crisostomo e Gregorio Magno che amministrò il Patrimonio di san Pietro, con il più esteso latifondo del mondo latino in Africa, Sicilia, Sardegna, Corsica e Gallia.

### Il medioevo
Con il Cristianesimo le sofferenze dei malati divennero un tema centrale, che rispecchiavano il Cristo, favorendo quindi in modo totalmente nuovo la solidarietà caritatevole tra gli individui. Il primo concilio di Nicea nel 325 d.C. spinse la chiesa cattolica a provvedere anche ai poveri, alle vedove e ai forestieri, stabilendo la costruzione di un ospedale in ogni città dotata di cattedrale. Dalla parabola del buon samaritano nacque l'idea di "ricovero": gli xenodochia e le diaconie nacquero per accogliere pellegrini e viaggiatori, anche se poi la loro destinazione venne rapidamente allargata a comprendere i vari bisognosi. Un antico termine francese si riferisce all'ospedale con il termine hôtel-Dieu, "ostello di Dio". Questi ricoveri vengono anche annessi ai monasteri, dove i monaci imparavano la medicina con un approccio più razionale. La mancata distinzione tra povertà e malattia (paupertas e infirmitas) perdurò fino a tutto il Medioevo e l'ospedale, in Occidente, rimase a lungo una struttura a scopo caritativo. Tale struttura, per la sua specificità, viene spesso indicata come ospitale, spedale o hospitale.
Riprendendo una lunga tradizione, forse a partire da un prototipo risalente all'epoca di Giustiniano a Costantinopoli, ma migliorandolo consistentemente, i nestoriani diffusero il sistema dell'ospedale - nosokomeion in greco. Ne fondarono ovunque si stabilirono: Nisibis, Gundishapur, Damasco, Alessandria, Gerusalemme.
Gli ospedali in Europa si diffusero soprattutto dall'XI secolo, in parallelo con la ripresa degli spostamenti di persone in larga scala. Si trattava soprattutto di "ospizi", dove chi non poteva permettersi alberghi e osterie veniva ospitato gratuitamente e rifocillato. In larga parte i principali fruitori degli ospedali erano soprattutto pellegrini, soprattutto durante gli anni giubilari, e in secondo luogo gli indigenti. Essi si trovavano disposti lungo le vie di transito, nella città come nelle campagne, ed erano strutture di matrice religiosa, organizzate strutturalmente come monasteri e giuridicamente come le confraternite. A capo si trovava solitamente uno "spedalingo", che era quasi sempre un ecclesiastico.
Elwood affermò nel suo A medical history of Persia che "in buona parte, il credito dell'intero sistema ospedaliero va dato alla Persia". Solo nel 1136 questa struttura fu copiata a Bisanzio, dando vita al Pantocrator Xenon.

### L'ospedale nel Rinascimento
La Scuola medica salernitana, in Italia, è stata invece la prima e più importante istituzione medica d'Europa nel Medioevo, di cui i primi esponenti e animatori furono i monaci benedettini. Migliorarono notevolmente le conoscenze in campo anatomico, con Leonardo da Vinci che fu il primo a illustrare dal vero il corpo umano e il suo funzionamento, favorendo uno sviluppo della chirurgia. Nuove disposizioni infatti permettevano di dissezionare i cadaveri, soprattutto dei giustiziati, correggendo molti errori nelle nozioni mediche.
Per impulso dell'arcivescovo di Milano Rampini nel 1456 venne fondato l'Ospedale Maggiore di Milano, dove il malato riceveva ospitalità e assistenza gratuitamente. L'Ospedale fu il primo centro in grado di rispondere a criteri clinici e di larga accessibilità sociale; la struttura offriva un letto a paziente, un servizio igienico ogni due letti che scaricava nei Navigli, pareti alte 10 metri con ampie finestre per favorire il ricambio d'aria e un altare al centro per le pratica liturgiche. L'Ospedale Ca' Granda, la "grande casa dei milanesi", assume essenziale importanza (attualmente) anche dal punto di vista della ricerca statistica storica, per essere stato il primo e per secoli l'unico ad archiviare milioni di dati demografici, epidemiologici, anagrafici e biometrici, conservati attualmente nell'Archivio di Stato di Milano.

### Sviluppo dello sfruttamento economico
Nell'Europa continentale i nuovi ospedali furono solitamente costruiti e mantenuti grazie a fondi pubblici. Verso la metà del XIX secolo, in gran parte dell'Europa e degli Stati Uniti erano già stati stabiliti numerosi sistemi ospedalieri, pubblici e privati. Negli Stati Uniti l'ospedale tradizionale è una struttura non profit, di solito finanziata da una organizzazione di stampo religioso. Una delle prime esperienze, ancor prima della nascita degli stessi Stati Uniti, fu quella iniziata da William Penn a Filadelfia nel 1713. Grazie al loro scopo caritatevole, a tali ospedali non era richiesto di versare tasse e contributi statali in cambio dell'erogazione di un pur minimo servizio medico assistenziale per la popolazione. A essi si aggiunsero grandi ospedali pubblici nelle maggiori città, e le scuole mediche delle università presto si affiliarono ai primi ospedali che svolgevano opera di ricerca scientifica.
Il sorgere di grandi catene ospedaliere a fini di lucro è un fenomeno del tardo XX secolo. In Italia la struttura ospedaliera e le unità territoriali di assistenza sociale e sanitaria (ASL) diventano azienda nel 1992.

## Nel mondo
I dati forniscono il numero di posti-letto ospedalieri, la statistica fa riferimento all'anno 2011, stabilita dalla CIA World Factbook e divulgata nel gennaio 2012. Illustra il numero dei posti-letto su 1 000 abitanti, per ogni Stato del mondo.
| Paese                     | Posti letto/ 1 000 abitanti |
| ------------------------- | --------------------------- |
| Giappone                  | 14                          |
| Corea del Nord            | 13                          |
| Corea del Sud             | 12                          |
| Bielorussia               | 11                          |
| Russia                    | 10                          |
| Ucraina                   | 9                           |
| Germania                  | 8                           |
| Azerbaigian               | 8                           |
| Austria                   | 8                           |
| Barbados                  | 8                           |
| Kazakistan                | 12                          |
| Repubblica Ceca           | 7                           |
| Francia                   | 7                           |
| Ungheria                  | 7                           |
| Lituania                  | 7                           |
| Polonia                   | 7                           |
| Belgio                    | 7                           |
| Slovacchia                | 7                           |
| Romania                   | 7                           |
| Finlandia                 | 7                           |
| Bulgaria                  | 6                           |
| Lettonia                  | 6                           |
| Nuova Zelanda             | 6                           |
| Moldavia                  | 6                           |
| Saint Kitts e Nevis       | 6                           |
| Cuba                      | 6                           |
| Mongolia                  | 6                           |
| Israele                   | 6                           |
| Islanda                   | 6                           |
| Estonia                   | 6                           |
| Lussemburgo               | 6                           |
| Tuvalu                    | 6                           |
| Croazia                   | 5                           |
| Tagikistan                | 5                           |
| Serbia                    | 5                           |
| Svizzera                  | 5                           |
| Irlanda                   | 5                           |
| Kirghizistan              | 5                           |
| Nepal                     | 5                           |
| Palau                     | 5                           |
| Malta                     | 5                           |
| Uzbekistan                | 5                           |
| Grecia                    | 5                           |
| Slovenia                  | 5                           |
| Macedonia del Nord        | 5                           |
| Paesi Bassi               | 4                           |
| Armenia                   | 4                           |
| Cina                      | 4                           |
| Turkmenistan              | 4                           |
| Argentina                 | 4                           |
| Montenegro                | 4                           |
| Seychelles                | 4                           |
| Australia                 | 4                           |
| Dominica                  | 4                           |
| Libia                     | 4                           |
| Italia                    | 4                           |
| Danimarca                 | 4                           |
| Norvegia                  | 4                           |
| Libano                    | 4                           |
| Canada                    | 3                           |
| Gran Bretagna             | 3                           |
| Portogallo                | 3                           |
| Mauritius                 | 3                           |
| Georgia                   | 3                           |
| Spagna                    | 3                           |
| São Tomé e Príncipe       | 3                           |
| Singapore                 | 3                           |
| Stati Uniti               | 3                           |
| Sri Lanka                 | 3                           |
| Bahamas                   | 3                           |
| Suriname                  | 3                           |
| Bosnia-Erzegovina         | 3                           |
| Saint Vincent e Grenadine | 3                           |
| Zimbabwe                  | 3                           |
| Albania                   | 3                           |
| Uruguay                   | 3                           |
| Vietnam                   | 3                           |
| Sudafrica                 | 3                           |
| Brunei                    | 3                           |
| Namibia                   | 3                           |
| Andorra                   | 3                           |
| Trinidad e Tobago         | 3                           |
| Tonga                     | 2                           |
| Turchia                   | 2                           |
| Brasile                   | 2                           |
| Grenada                   | 2                           |
| Comore                    | 2                           |
| Antigua e Barbuda         | 2                           |
| Panama                    | 2                           |
| Thailandia                | 2                           |
| Arabia Saudita            | 2                           |
| Tunisia                   | 2                           |
| Swaziland                 | 2                           |
| Cile                      | 2                           |
| Figi                      | 2                           |
| Capo Verde                | 2                           |
| Guinea Equatoriale        | 2                           |
| Guyana                    | 2                           |
| Bahrein                   | 2                           |
| Oman                      | 2                           |
| Zambia                    | 2                           |
| Emirati Arabi Uniti       | 2                           |
| Malaysia                  | 2                           |
| Botswana                  | 2                           |
| Kiribati                  | 2                           |
| Giordania                 | 2                           |
| Giamaica                  | 2                           |
| Algeria                   | 2                           |
| Bhutan                    | 2                           |
| Egitto                    | 2                           |
| Vanuatu                   | 2                           |
| Messico                   | 2                           |
| Ruanda                    | 2                           |
| Repubblica del Congo      | 2                           |
| Camerun                   | 2                           |
| Ecuador                   | 2                           |
| Perù                      | 2                           |
| Siria                     | 2                           |
| Saint Lucia               | 1                           |
| Qatar                     | 1                           |
| Kenya                     | 1                           |
| Isole Salomone            | 1                           |
| Iran                      | 1                           |
| Lesotho                   | 1                           |
| Iraq                      | 1                           |
| Paraguay                  | 1                           |
| Haiti                     | 1                           |
| Venezuela                 | 1                           |
| Gabon                     | 1                           |
| Costa Rica                | 1                           |
| Repubblica Centrafricana  | 1                           |
| Laos                      | 1                           |
| Eritrea                   | 1                           |
| Gambia                    | 1                           |
| El Salvador               | 1                           |
| Bolivia                   | 1                           |
| Belize                    | 1                           |
| Malawi                    | 1                           |
| Marocco                   | 1                           |
| Tanzania                  | 1                           |
| Repubblica Dominicana     | 1                           |
| Colombia                  | 1                           |
| Samoa                     | 1                           |
| Guinea-Bissau             | 1                           |
| Ghana                     | 1                           |
| Nicaragua                 | 1                           |
| India                     | 1                           |
| Burkina Faso              | 1                           |
| Togo                      | 1                           |
| Mozambico                 | 1                           |
| Honduras                  | 1                           |
| Angola                    | 1                           |
| Burundi                   | 1                           |
| Liberia                   | 1                           |
| Sudan                     | 1                           |
| Yemen                     | 1                           |
| Indonesia                 | 1                           |
| Pakistan                  | 1                           |
| Birmania                  | 1                           |
| Guatemala                 | 1                           |
| Mali                      | 1                           |
| Nigeria                   | 1                           |
| Filippine                 | 1                           |
| Benin                     | 1                           |

### Italia
Con la riforma sanitaria gli ospedali in Italia sono suddivisi in aziende ospedaliere (tra cui anche policlinici, IRCCS e ARNAS) dotate di particolare autonomia, e "presidi ospedalieri", dipendenti dalle ASL.
Aziende ospedaliere, posti letto e medici ogni mille abitanti (anno 2007).
| Posizione | Regione               | Aziende ospedaliere | Posti letto | Medici ogni 1 000 abitanti |
| --------- | --------------------- | ------------------- | ----------- | -------------------------- |
| 1         | Piemonte              | 40                  | 13067       | 1,8                        |
| 2         | Valle d'Aosta         | 01                  | 418         | 2,0                        |
| 3         | Lombardia             | 62                  | 30970       | 1,7                        |
| 4         | Trentino-Alto Adige   | 03                  | 1608        | 0,8                        |
| 5         | Veneto                | 40                  | 15186       | 1,7                        |
| 6         | Friuli-Venezia Giulia | 09                  | 2273        | 1,9                        |
| 7         | Liguria               | 25                  | 8410        | 2,9                        |
| 8         | Emilia-Romagna        | 23                  | 13777       | 1,8                        |
| 9         | Toscana               | 40                  | 10706       | 2,0                        |
| 10        | Umbria                | 11                  | 2542        | 1,9                        |
| 11        | Marche                | 25                  | 3821        | 1,8                        |
| 12        | Lazio                 | 69                  | 16913       | 2,1                        |
| 13        | Abruzzo               | 18                  | 3414        | 1,8                        |
| 14        | Molise                | 07                  | 1576        | 2,3                        |
| 15        | Campania              | 65                  | 22379       | 2,5                        |
| 16        | Puglia                | 32                  | 9846        | 1,6                        |
| 17        | Basilicata            | 03                  | 544         | 1,6                        |
| 18        | Calabria              | 22                  | 2903        | 1,7                        |
| 19        | Sicilia               | 63                  | 12092       | 1,9                        |
| 20        | Sardegna              | 24                  | 3943        | 1,7                        |

## Personale ospedaliero

### Personale sanitario
Personale medico
- Primario, che è un dirigente medico, è il responsabile con il grado più alto dei reparti, delle unità operative o dei dipartimenti in un ospedale.
- medici specialisti

Personale paramedico
- Caposala o coordinatore infermieristico, sono a capo del personale infermieristico e socio-sanitario nei reparti.
- Personale infermieristico e personale ausiliario socio-sanitario, lavorano in corsia e in reparto, per assistere i pazienti in modo olistico.
- Paramedici soccorritori, autisti e soccorritori in ambulanza per le centrali operative del 112 e 118.

### Personale di servizio
- Personale ausiliario, si occupano della gestione del magazzino e dei reparti.
- Portantini, si occupano degli spostamenti interni ai reparti.
- Auto-trasportatori del vitto, della biancheria, magazzino e farmacia.
- Inservienti e ascensoristi.

## Divise ospedaliere
Le divise del personale ospedaliero variano da un'azienda ospedaliera all'altra. Stesso discorso vale per le strutture private. Ufficialmente il personale medico veste in camice bianco o con casacca e pantaloni di colore verde. La casacca e i pantaloni verdi sono d'obbligo in tutti i comparti operatori, per il personale medico, infermieristico e socio-sanitario.